# Olomouc-Smetanovy sady (železniční zastávka)
Olomouc-Smetanovy sady je železniční zastávka v Olomouci v Olomouckém kraji. Je součástí neelektrizované jednokolejné železniční trati Olomouc – Senice na Hané – Prostějov. Leží v km 2,2 mezi stanicemi Olomouc hlavní nádraží a Olomouc-Nová Ulice.
V jízdním řádu 2025 zastávku obsluhovaly pravidelné osobní vlaky Českých drah linky M4 s intervalem 60 minut v pracovních dnech a 120 minut ve dnech pracovního klidu v obou směrech (tzn. ve směru Olomouc hl. n. a Senice na Hané, Drahanovice či Prostějov). Zastávka je zařazena do Integrovaného dopravního systému Olomouckého kraje.

## Historie
Zastávka leží na trati, která byla vystavěna v letech 1882–1883 a vedla z Olomouce do Čelechovic na Hané. Plnohodnotný provoz na trati byl zahájen 1. července roku 1883. Zastávka Olomouc-Smetanovy sady byla zřízena roku 1933. Původně se jednalo pouze o stanoviště závoráře. Po zřízení zastávky začal i prodej jízdenek. Když byly později mechanické závory nahrazeny automatickým přejezdovým zabezpečovacím zařízením, zůstala zastávka neobsazená. Postupně chátrající domek byl v roce 1983 zbourán.
V letech 2021 až 2022 prošla zastávka rekonstrukcí.

## Popis
Zastávku tvoří jedno nástupiště. Její stav je výsledkem rekonstrukce, ke které došlo v letech 2021 až 2022. Přistoupilo se ke kompletní přestavbě nástupiště, které poté s výškou hrany 550 mm nad temenem kolejnice zajišťuje bezbariérový přístup. Cestujícím jsou k dispozici dva přístřešky. Na místě není možné zakoupit jízdenku a k odbavení cestujících dochází ve vlaku.

## Poloha
Zastávka se nachází v trojúhelníku ulic Polská, Krakovská a Rooseveltova v olomoucké městské části Olomouc-město. Nástupiště stojí rovnoběžně s ulicí Krakovská a na obou jeho koncích následují železniční přejezdy bez závor, kde se trať kříží s ostatními zmíněnými ulicemi. V blízkosti zastávky se nacházejí olomoucké parky, konkrétně jejich část Smetanovy sady, podle nichž se zastávka jmenuje.

### Přestupní vazby
K železniční zastávce přísluší zastávka autobusů olomoucké MHD Smetanovy sady, kde zastavují linky 16, 17 a 28 a příměstská linka 411. Velmi blízko je také zastávka Rooseveltova s linkou 14. V docházkové vzdálenosti je též uzel MHD Tržnice, kde je možné přestoupit na řadu jak městských, tak i příměstských autobusových linek (Tržnice, plocha) a také na tramvaje 1, 3 a 7.

## Galerie

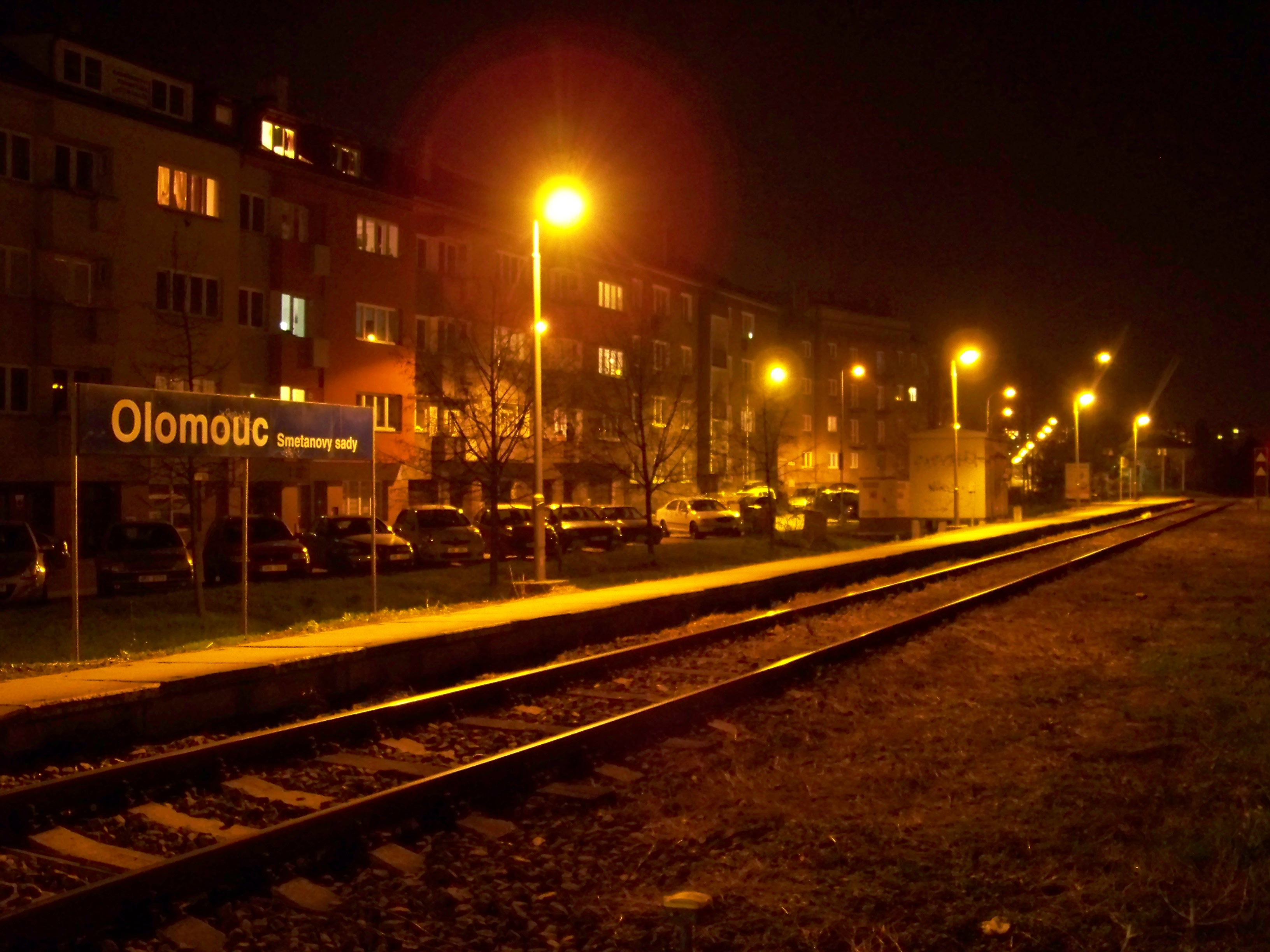
Pohled na zastávku od Rooseveltovy ulice v noci (2014)
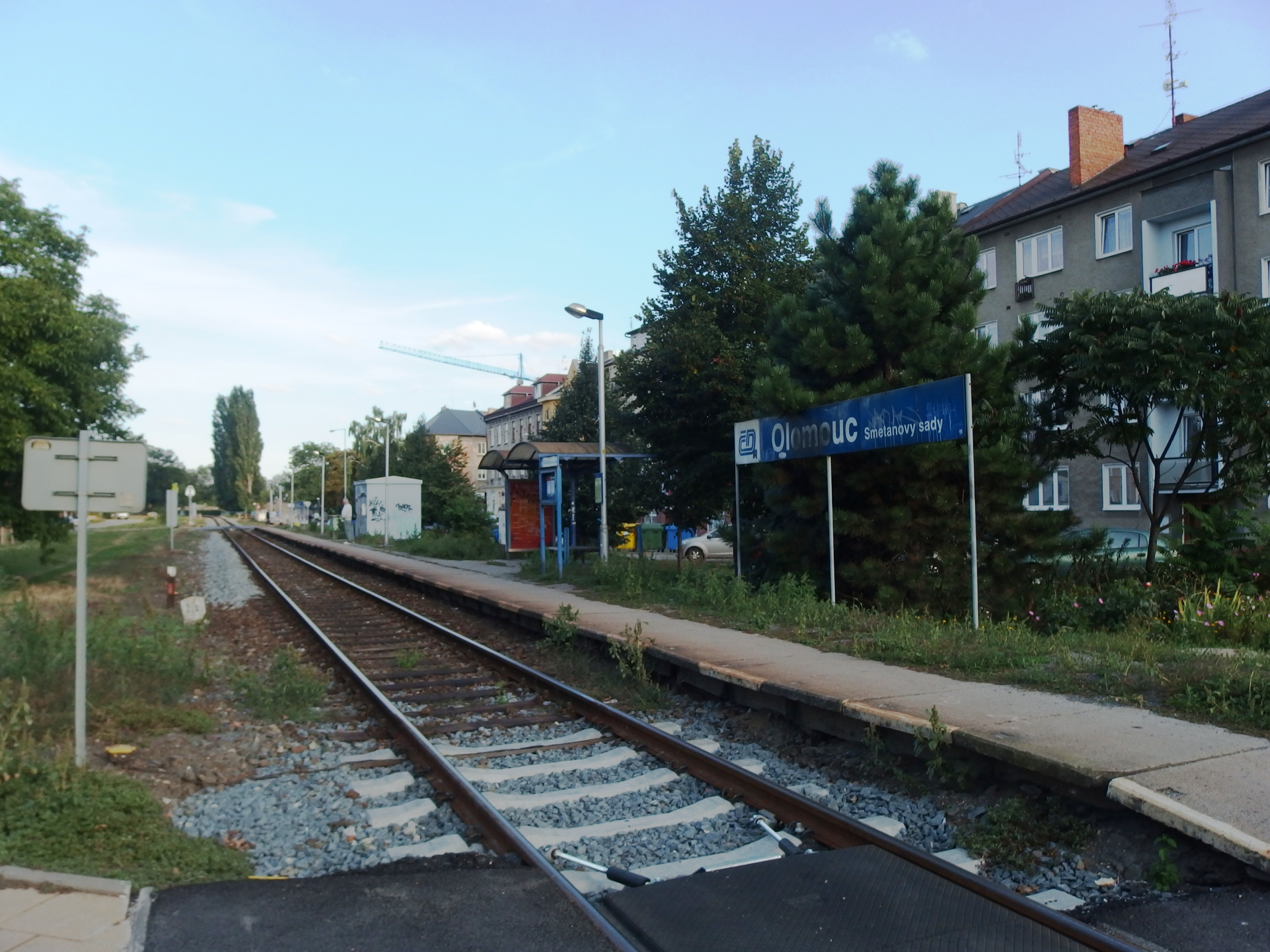
Stav zastávky v roce 2015
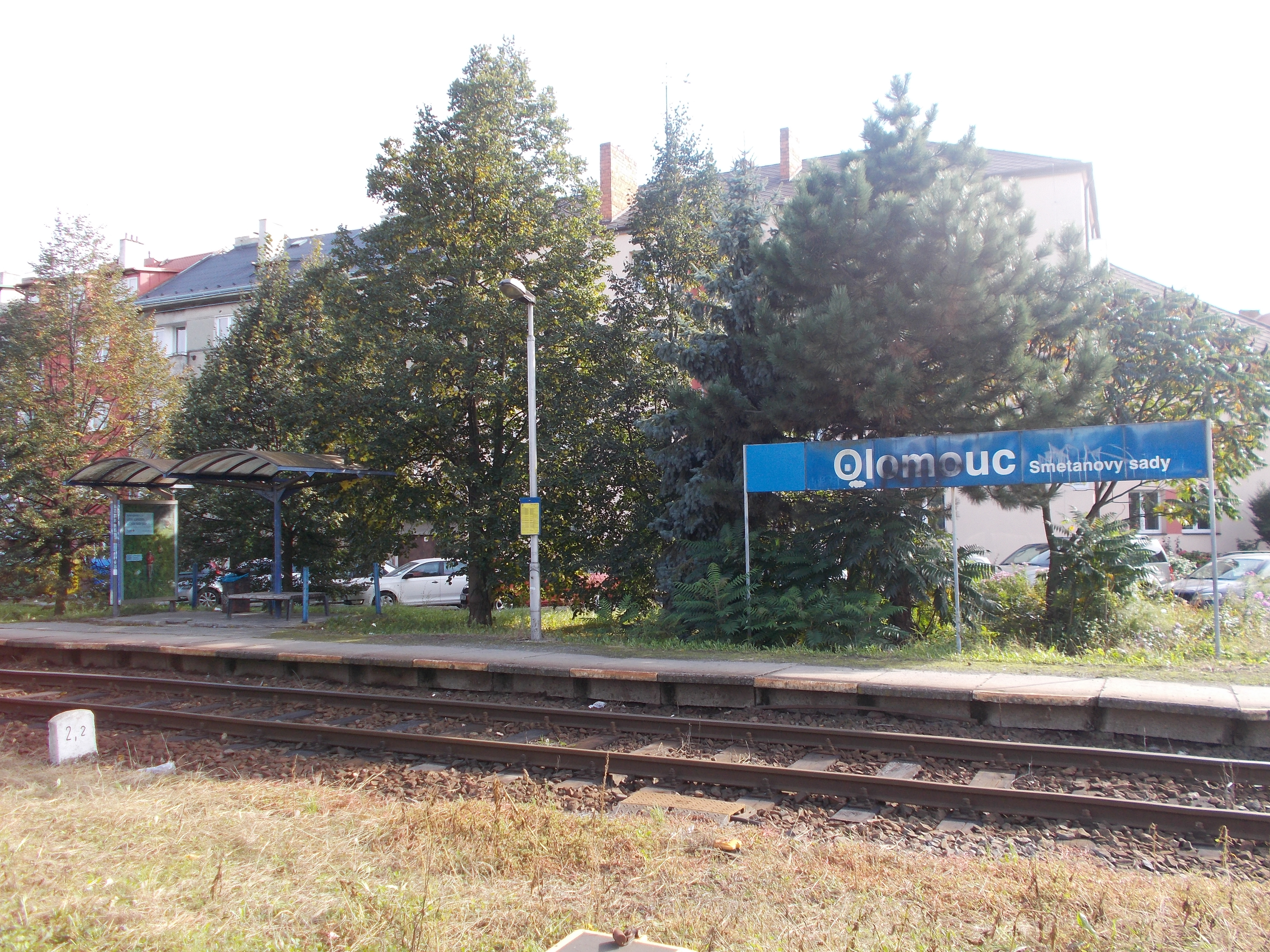
Vzhled zastávky před rekonstrukcí (říjen 2020)
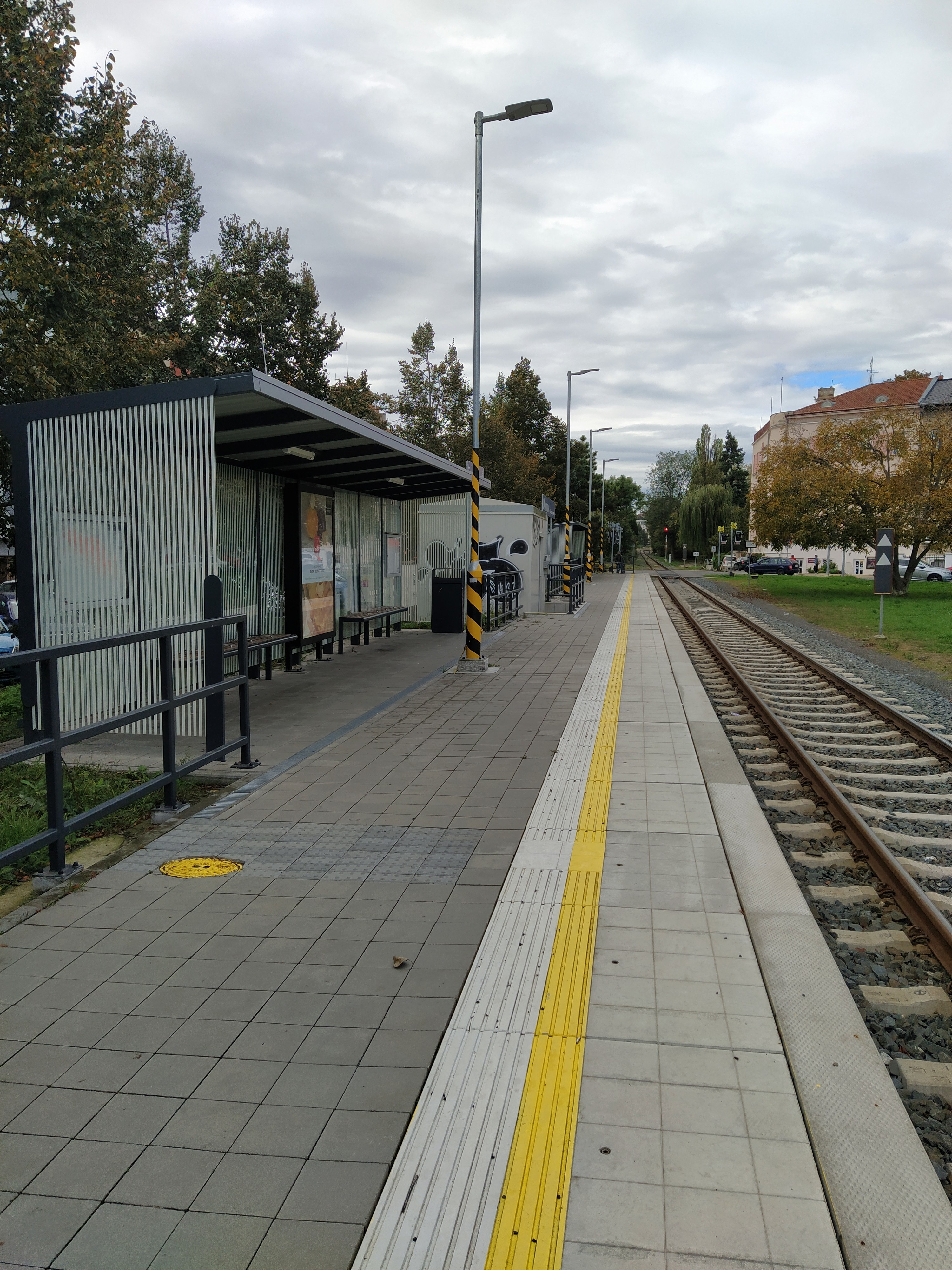
Pohled na nástupiště ve směru Olomouc-Nová Ulice
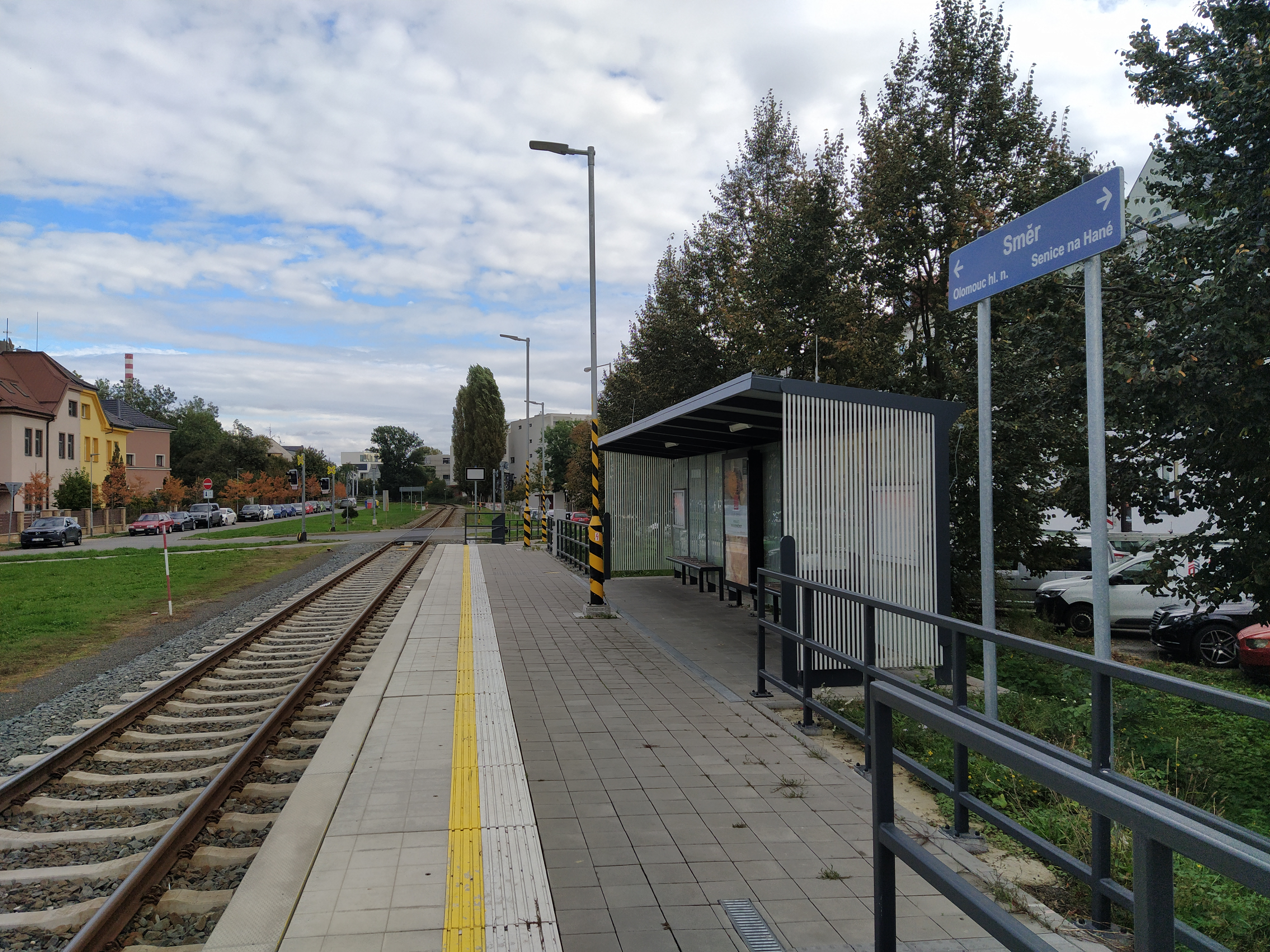
Východní konec nástupiště
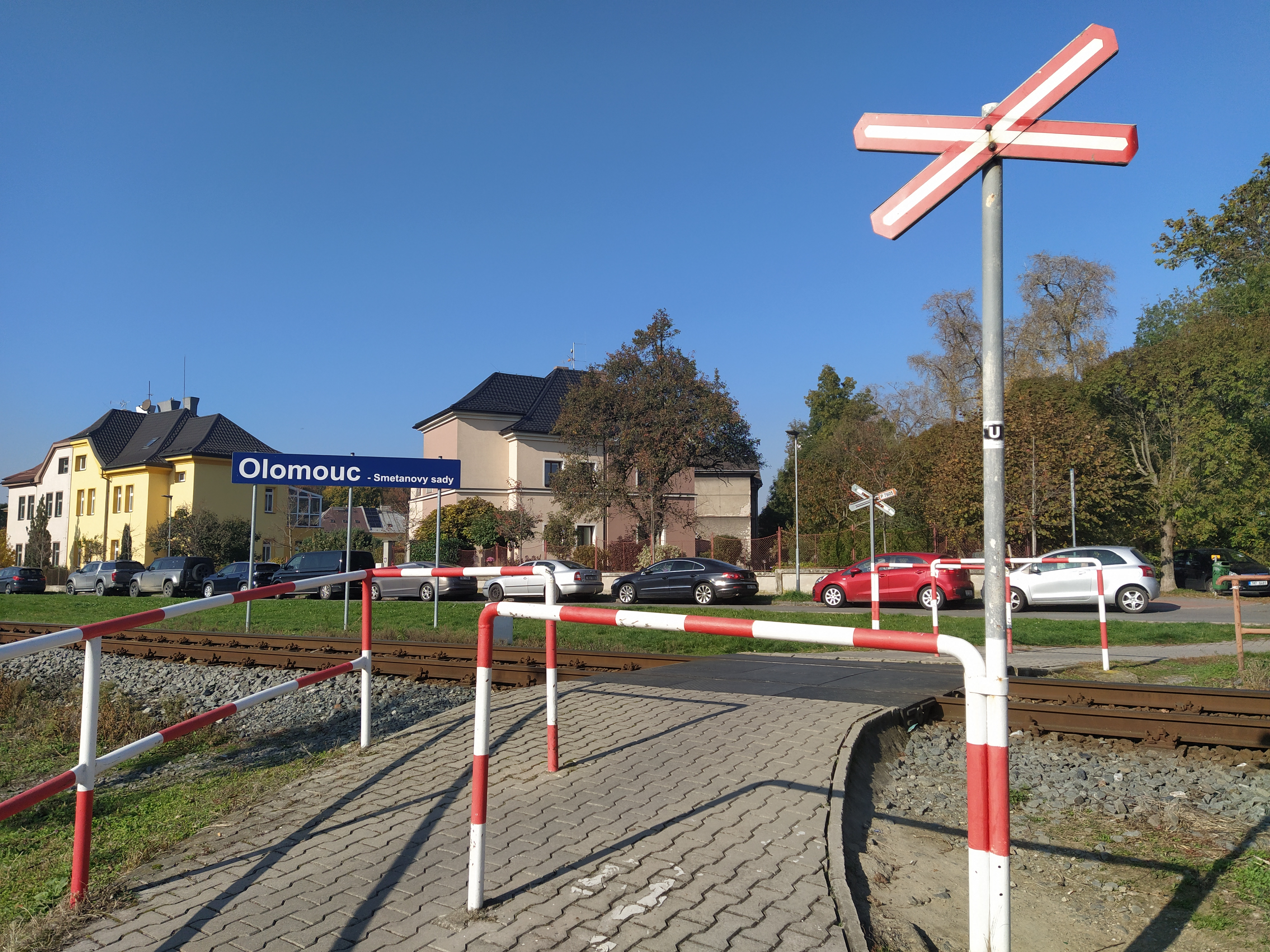
Přechod přes trať nedaleko zastávky ve směru na hlavní nádraží